# Ordinale successore
Un'operazione fondamentale che è possibile effettuare sui numeri ordinali è l'operazione di successione S per ottenere il numero ordinale immediatamente più grande. Utilizzando i numeri ordinali di Von Neumann (gli ordinali standard nella teoria degli insiemi) il successore è definito come:
{\displaystyle S(\alpha )=\alpha \cup \{\alpha \}.}
È facile dimostrare che S(α) è ancora un ordinale, che con la relazione d'ordine data da α < β se e solo se {\displaystyle \alpha \in \beta } si ha α < S(α) e inoltre non ci sono numeri ordinali compresi tra α e S(α). Un ordinale per cui vale S(β) per qualche ordinale β viene chiamato ordinale successore. Gli ordinali che non sono successori vengono detti ordinali limite. Possiamo usare l'operazione di successione per definire l'addizione tra ordinali in maniera rigorosa attraverso la ricorsione transfinita come segue:
{\displaystyle \alpha +0=\alpha }
{\displaystyle \alpha +S(\beta )=S(\alpha +\beta )}
e per un ordinale limite λ
{\displaystyle \alpha +\lambda =\bigcup _{\beta <\lambda }(\alpha +\beta )}
In particolare, S(α) = α + 1. La moltiplicazione e l'elevamento a potenza sono definite in modo simile. Si veda anche ordinale limite.